# Piotr Hojka
Piotr Hojka (Bydgoszcz, 12 de junio de 1984) es un deportista polaco que compitió en remo.
Ganó seis medallas en el Campeonato Europeo de Remo entre los años 2007 y 2013.
Participó en dos Juegos Olímpicos de Verano, en los años 2008 y 2012,  ocupando el séptimo lugar en Londres 2012, en la prueba de ocho con timonel.

## Palmarés internacional
| Campeonato Europeo | Campeonato Europeo          | Campeonato Europeo | Campeonato Europeo |
| Año                | Lugar                       | Medalla            | Prueba             |
| ------------------ | --------------------------- | ------------------ | ------------------ |
| 2007               | Poznań (Polonia)            | Medalla de plata   | Dos sin timonel    |
| 2009               | Brest (Bielorrusia)         | Medalla de oro     | Ocho con timonel   |
| 2010               | Montemor-o-Velho (Portugal) | Medalla de plata   | Ocho con timonel   |
| 2011               | Plovdiv (Bulgaria)          | Medalla de oro     | Ocho con timonel   |
| 2012               | Varese (Italia)             | Medalla de oro     | Ocho con timonel   |
| 2013               | Sevilla (España)            | Medalla de plata   | Ocho con timonel   |